# Amherst (Massachusetts)
Amherst és un poble dels Estats Units a l'estat de Massachusetts. Segons el cens del 2000 tenia 34.874 habitants.

## Demografia
Segons el cens del 2000, Amherst tenia 34.874 habitants, 9.174 habitatges, i 4.550 famílies. La densitat de població era de 485,7 habitants per km².
Dels 9.174 habitatges en un 27% hi vivien nens de menys de 18 anys, en un 36,4% hi vivien parelles casades, en un 10,8% dones solteres, i en un 50,4% no eren unitats familiars. En el 28,6% dels habitatges hi vivien persones soles el 8,6% de les quals corresponia a persones de 65 anys o més que vivien soles. El nombre mitjà de persones vivint en cada habitatge era de 2,45 i el nombre mitjà de persones que vivien en cada família era de 2,97.
Per edats la població es repartia de la següent manera: un 12,8% tenia menys de 18 anys, un 50% entre 18 i 24, un 17,2% entre 25 i 44, un 13,4% de 45 a 60 i un 6,6% 65 anys o més.
L'edat mediana era de 22 anys. Per cada 100 dones de 18 o més anys hi havia 90,8 homes.
La renda mediana per habitatge era de 40.017 $ i la renda mediana per família de 61.237$. Els homes tenien una renda mediana de 44.795 $ mentre que les dones 32.672$. La renda per capita de la població era de 17.427$. Entorn del 7,2% de les famílies i el 20,2% de la població estaven per davall del llindar de pobresa.

## Persones
- Emily Dickinson (1830-1886), poetessa.
- Thomas Herndon (1985), doctorand d'economia a la Universitat d'Amherst que descobrí errors majors en la publicació "Growth in a Time of Debt", dels economistes Carmen Reinhart i Kenneth Rogoff la Universitat Harvard.
- Eric Carle fundà, junt amb la seva dona, en aquesta població el Carle Museum of Picture Book Art.

## Poblacions més properes
El següent diagrama mostra les poblacions més properes.